# Parc national Piatra Craiului
Le parc national Piatra Craiului (en roumain: Parcul Național Piatra Craiului) est une aire protégée (parc national de la catégorie II IUCN) située en Roumanie, dans le territoire administratif des comtés Argeș et Brașov. Il est situé dans les Carpates méridionales, autour et dans le massif karstique de Piatra Craiului. Depuis 2000, il couvre une superficie de 147 km².

## Description
Les monts Piatra Craiului, qui font intégralement partie du parc national, forment une crête étroite et en forme de scie, d’environ 25 km de long. Le point culminant du massif est le mont La Om (2 238 m). 
Les monts Piatra Craiului se prêtent particulièrement bien à  la randonnée grâce à leur réseau de sentiers et à l'escalade, en raison de leurs hautes falaises calcaires. Le massif comptant près de 700 grottes, on y pratique également la spéléologie.
La gorge de Prăpăstiile Zărneștilor est l’un des sites les plus visités du massif. 
Le bureau administratif du parc national est situé à Zărnești. Un centre du visiteur a récemment été édifié à 1 km à l'ouest de la localité. 

## Flore et faune
On trouve environ 300 espèces de champignons, 220 espèces de lichens, 100 mousses différentes, 1100 espèces de plantes supérieures (un tiers du nombre de toutes les espèces végétales trouvées en Roumanie), 50 espèces endémiques des Carpates et deux espèces endémiques de Piatra Craiului. On trouve notamment Dianthus callizonus, symbole de monts Piatra Craiului, l'edelweiss et la gentiane jaune. Les espèces animales comprennent le chamois, déclaré monument naturel, le cerf, le sanglier, l'ours brun de Roumanie, le lynx, le renard, le loup et l'écureuil.
Il y a aussi deux espèces endémiques d’araignées, 270 espèces de papillons, d’amphibiens et de reptiles, 110 espèces d’oiseaux (50 inscrites à la convention de Berne et 6 à la convention de Bonn), 17 espèces de chauves-souris.

## Culture
Le film Retour à Cold Mountain, avec Nicole Kidman et Jude Law, a été tourné en 2003 à Prăpastiile Zărneștiului, une gorge qui est le point de départ de la plupart des sentiers vers Piatra Craiului.

## Galerie

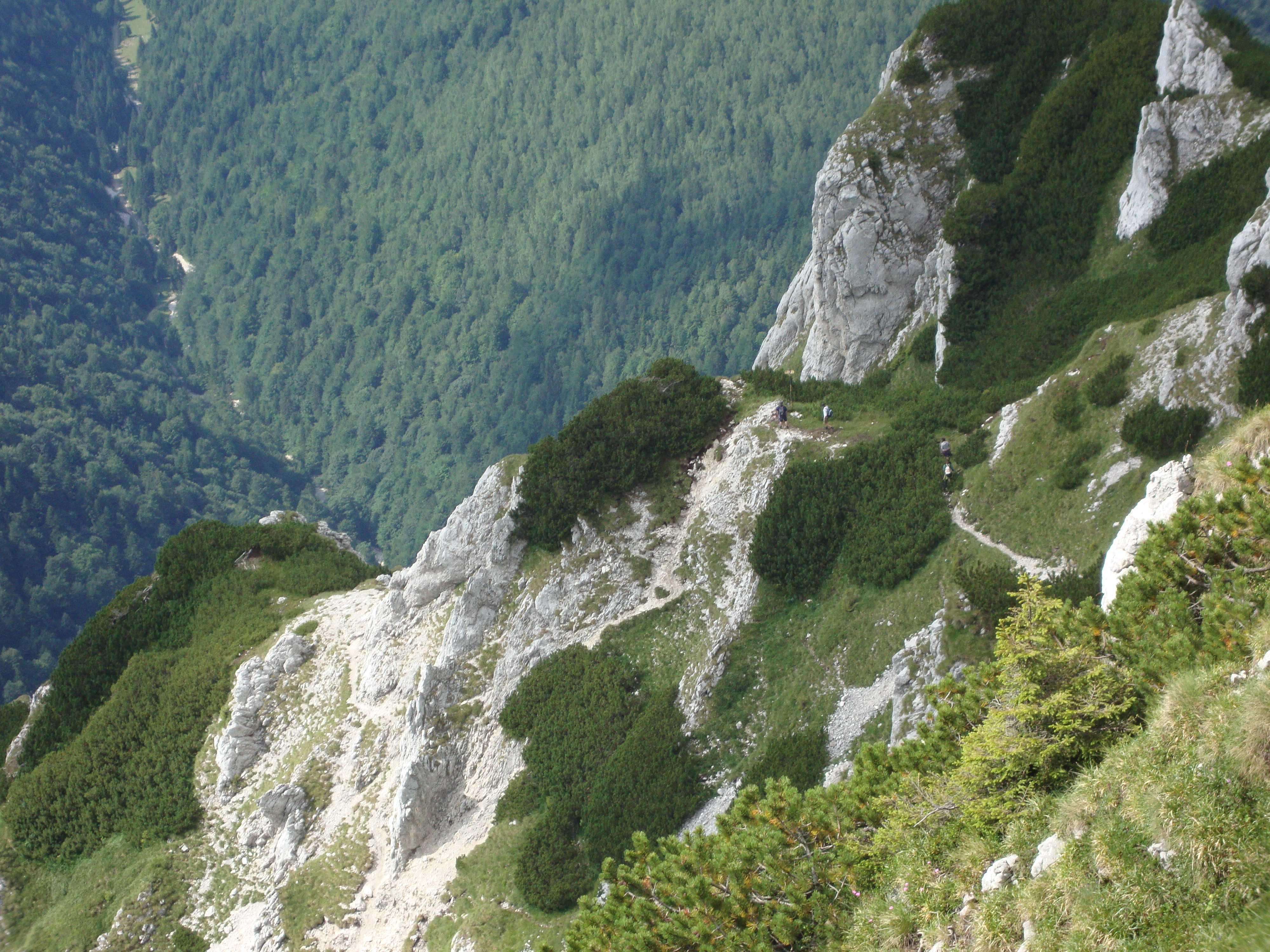
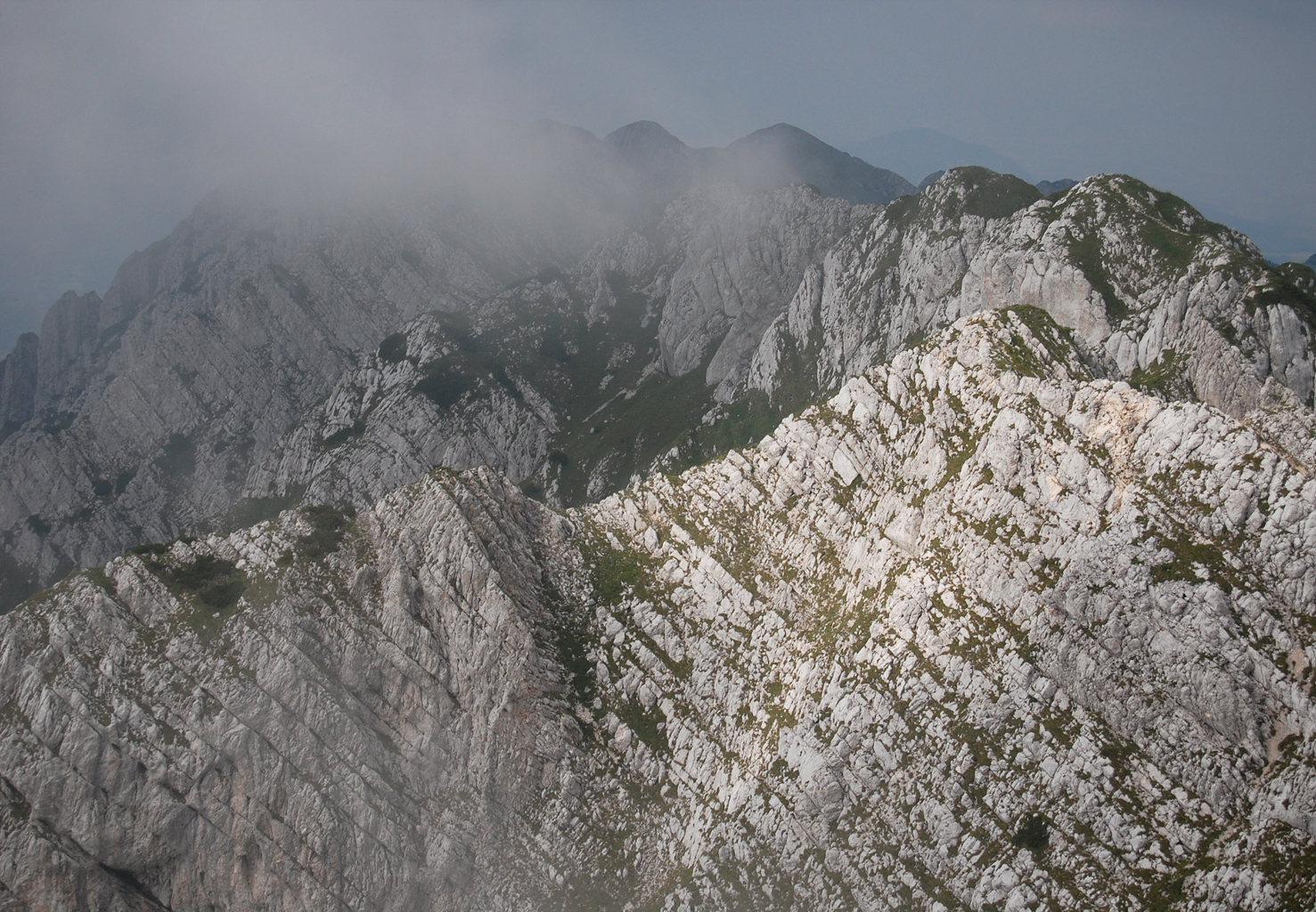
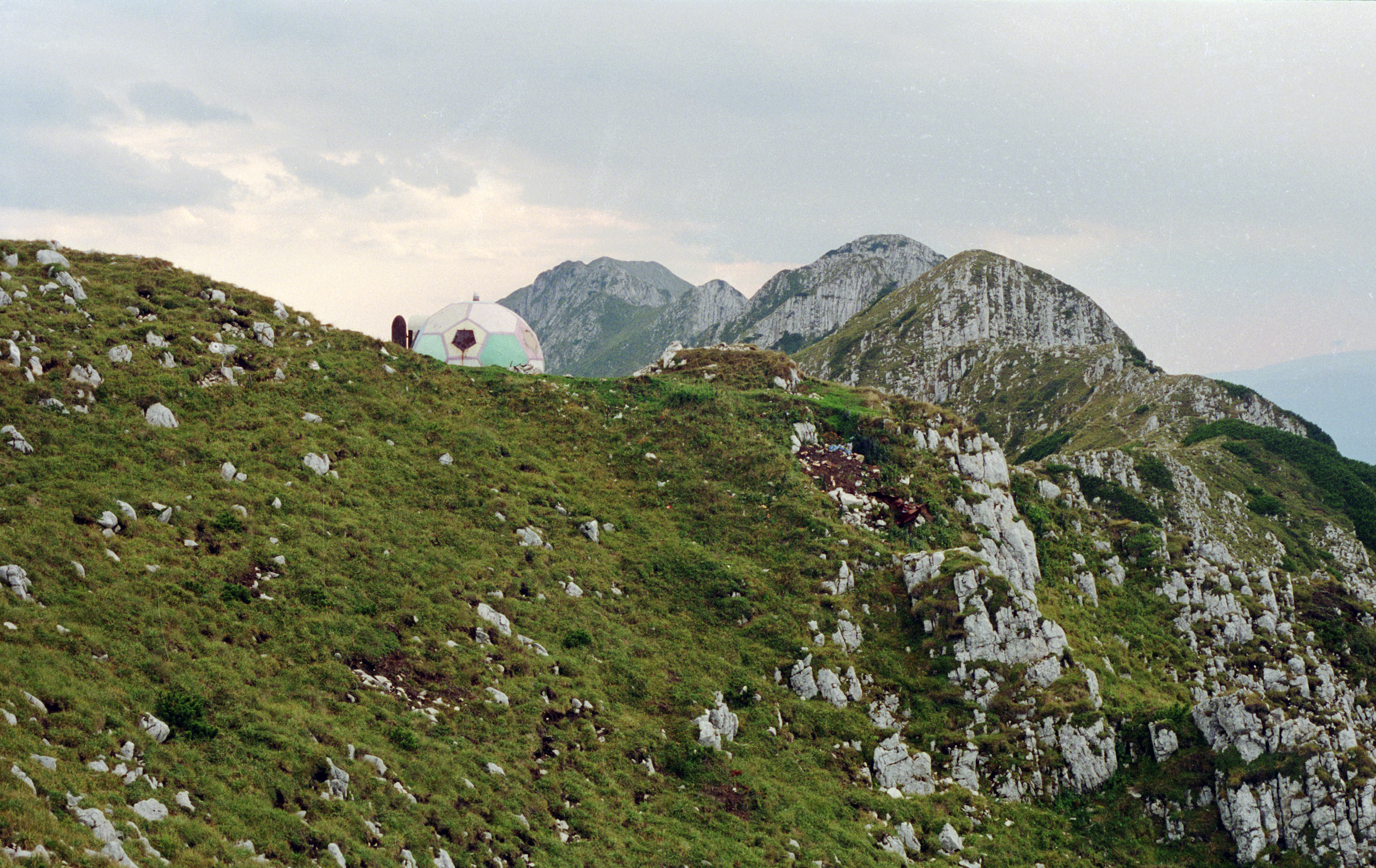
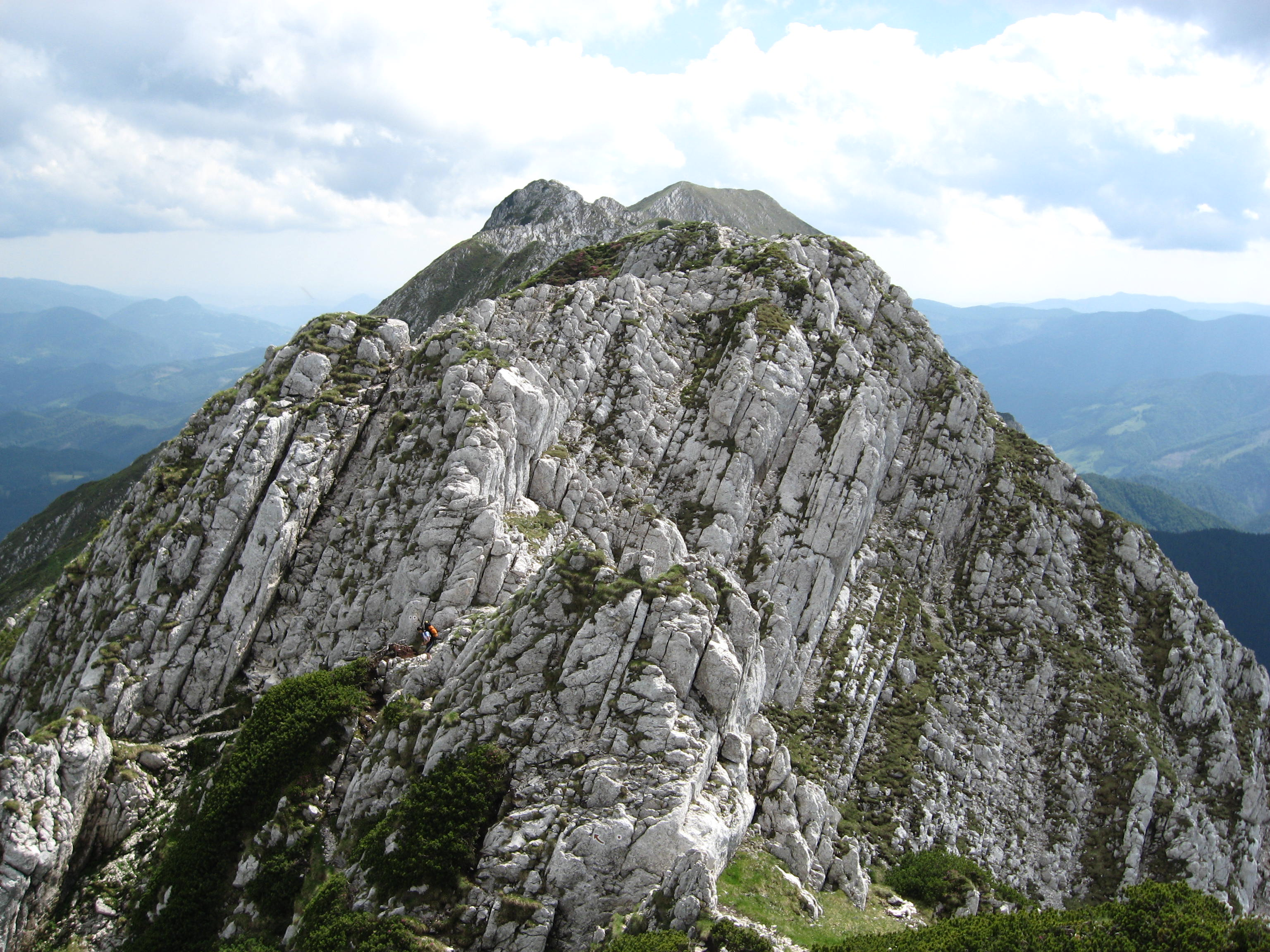
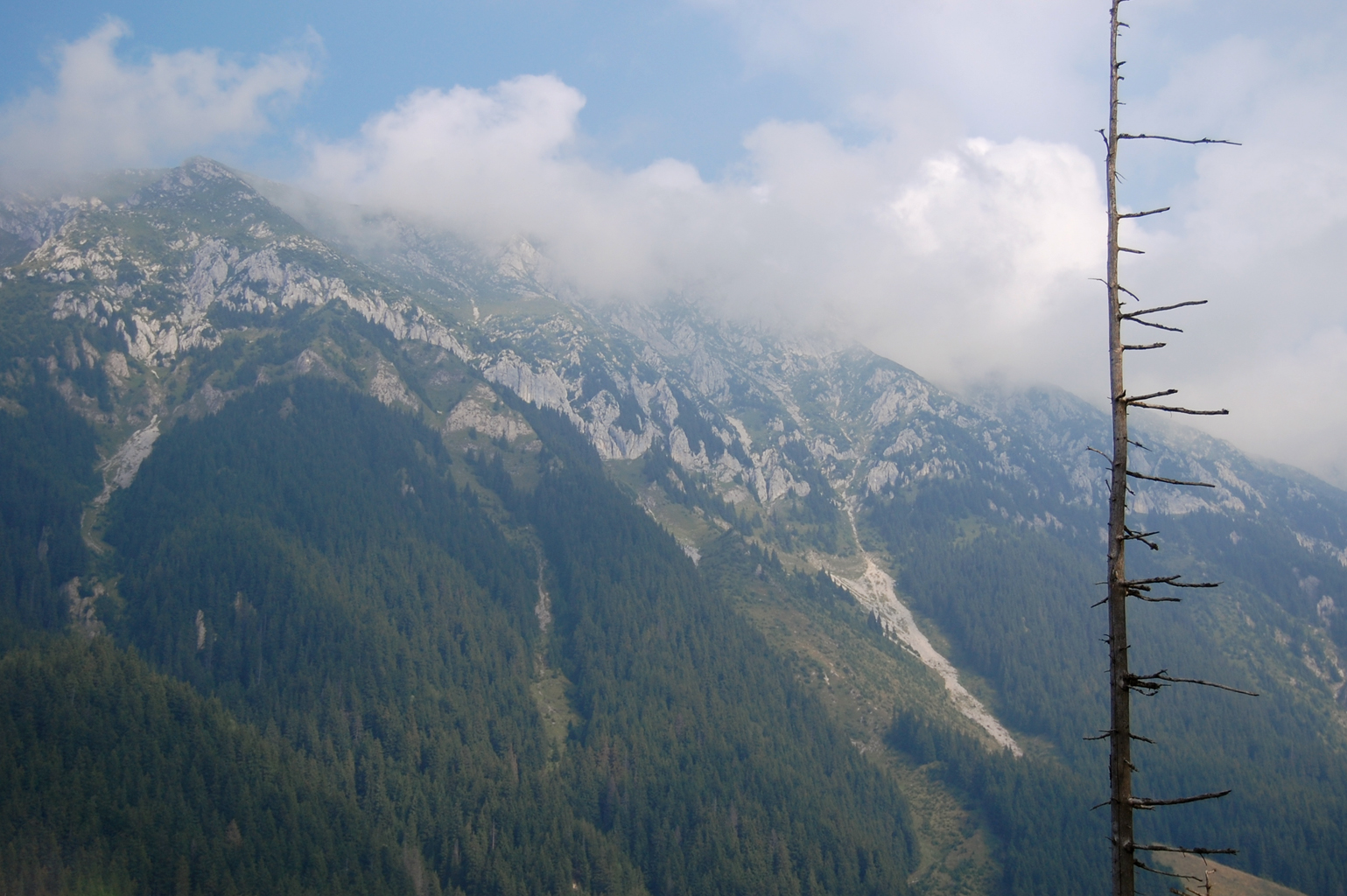
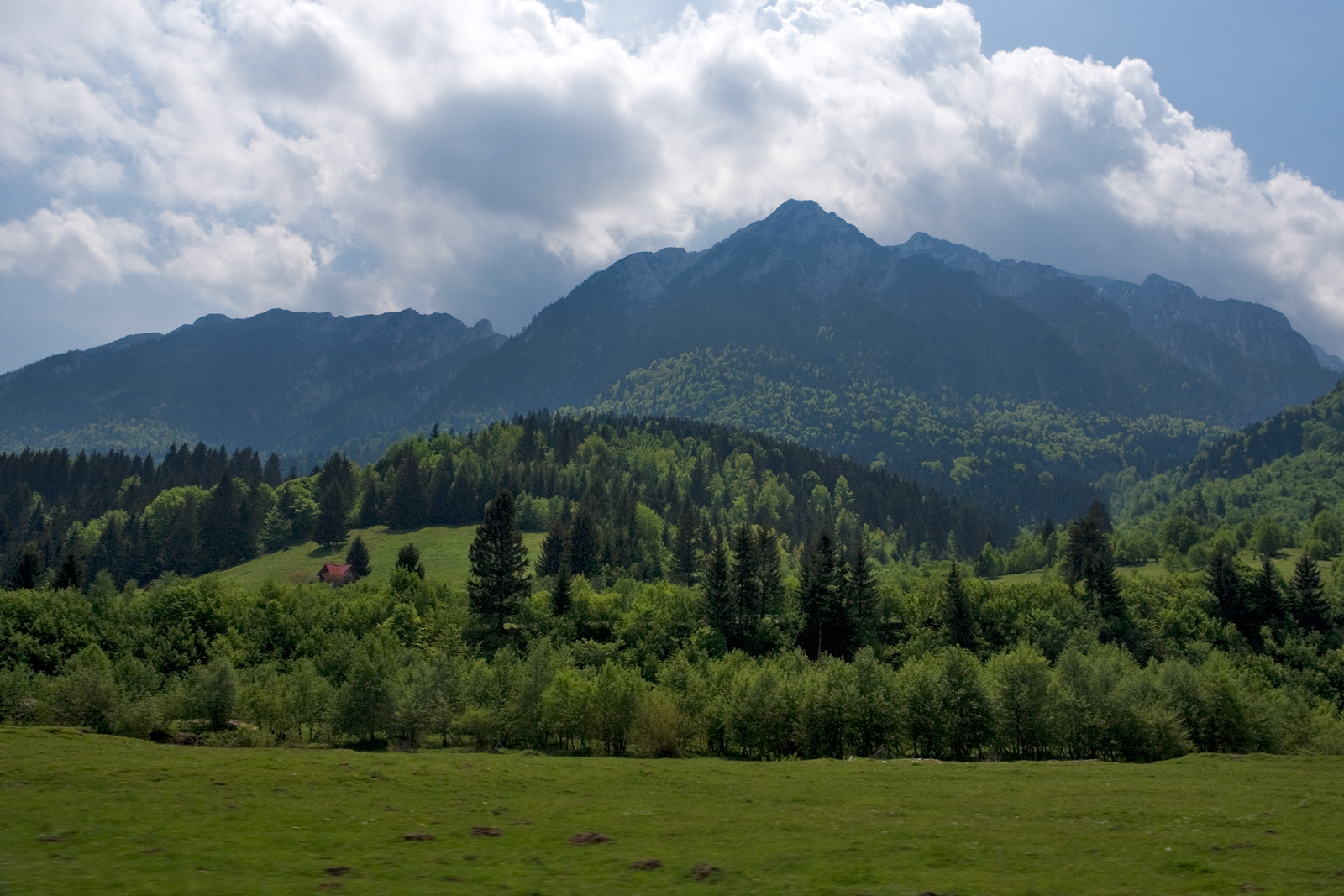
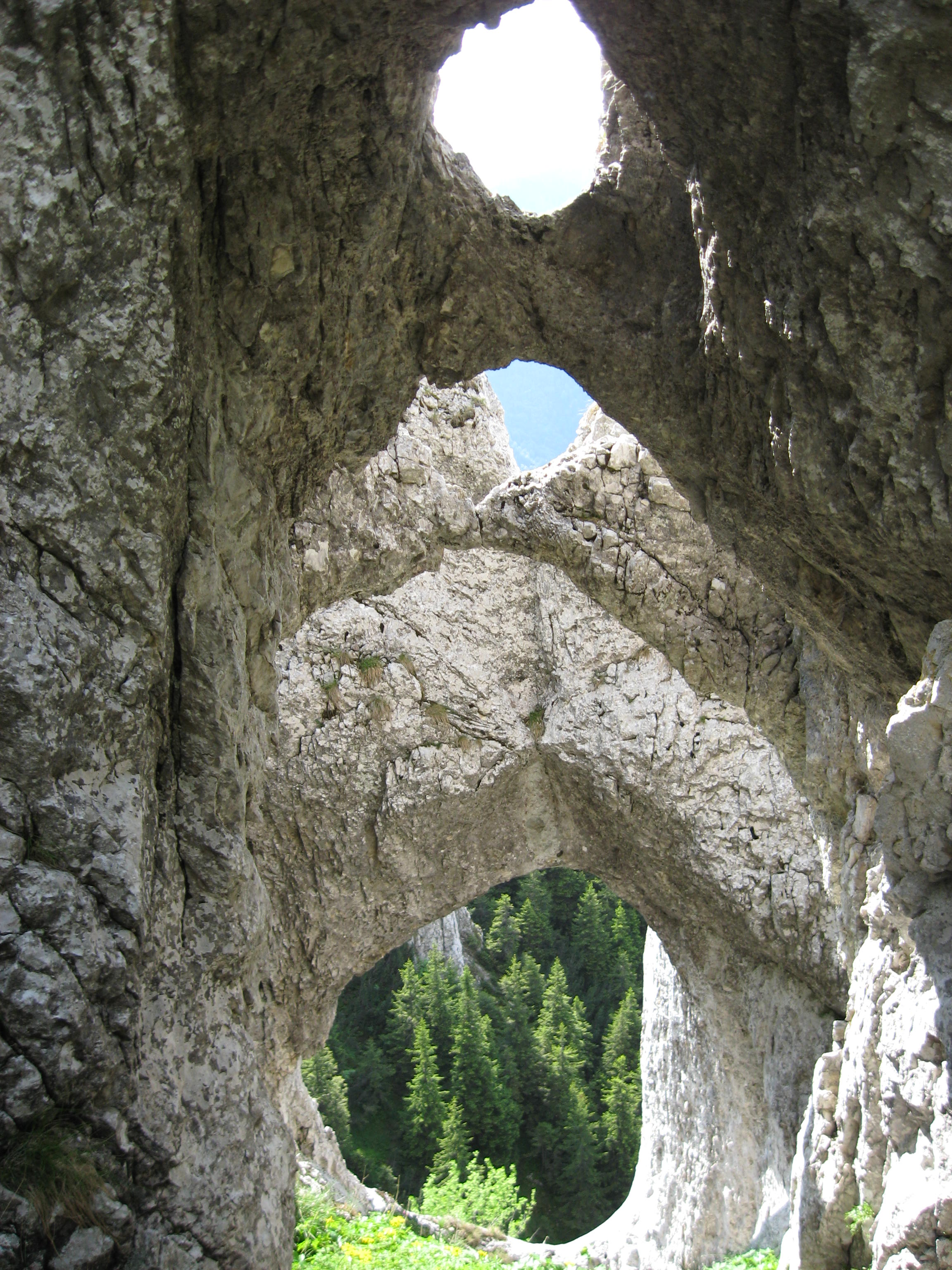
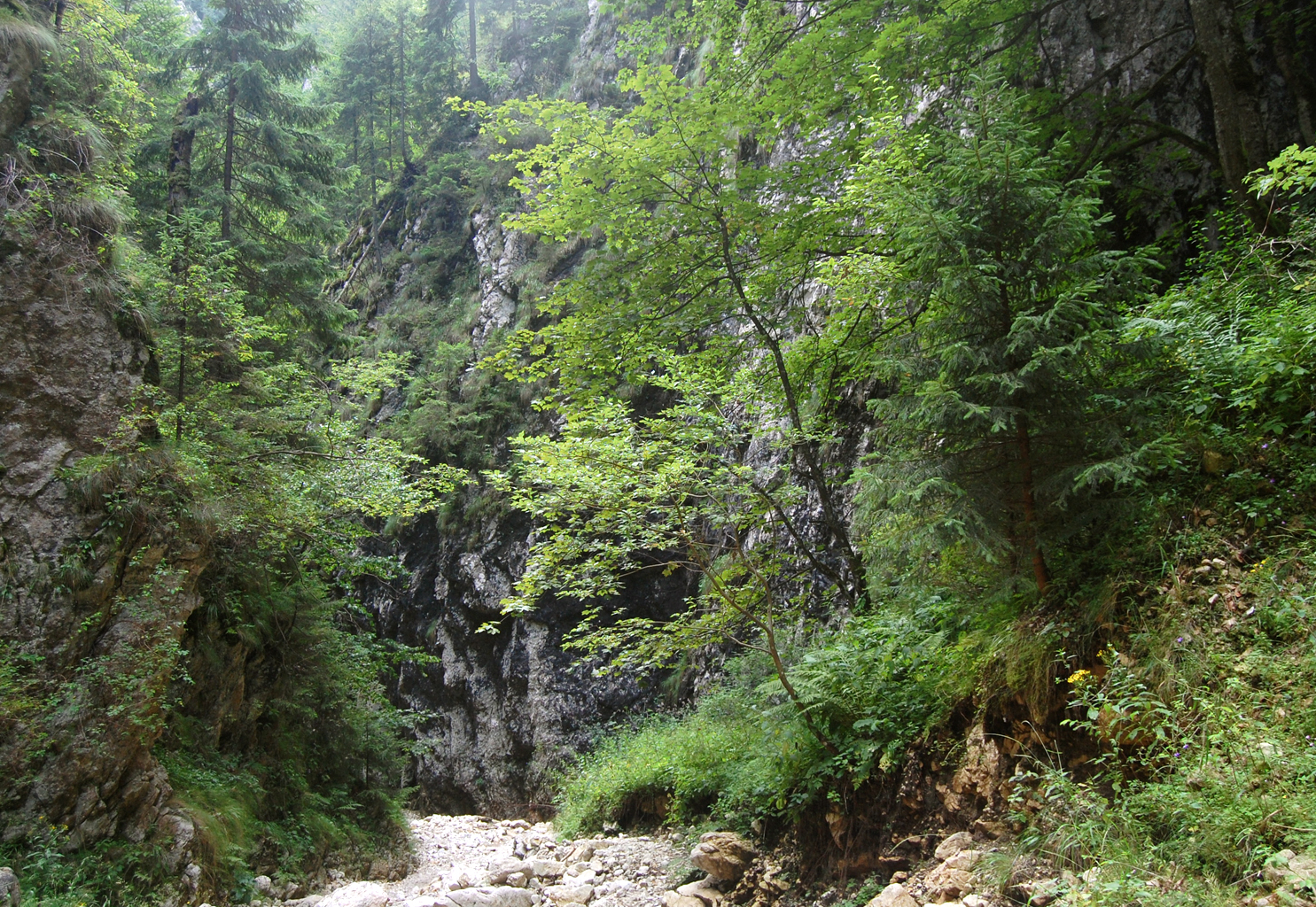
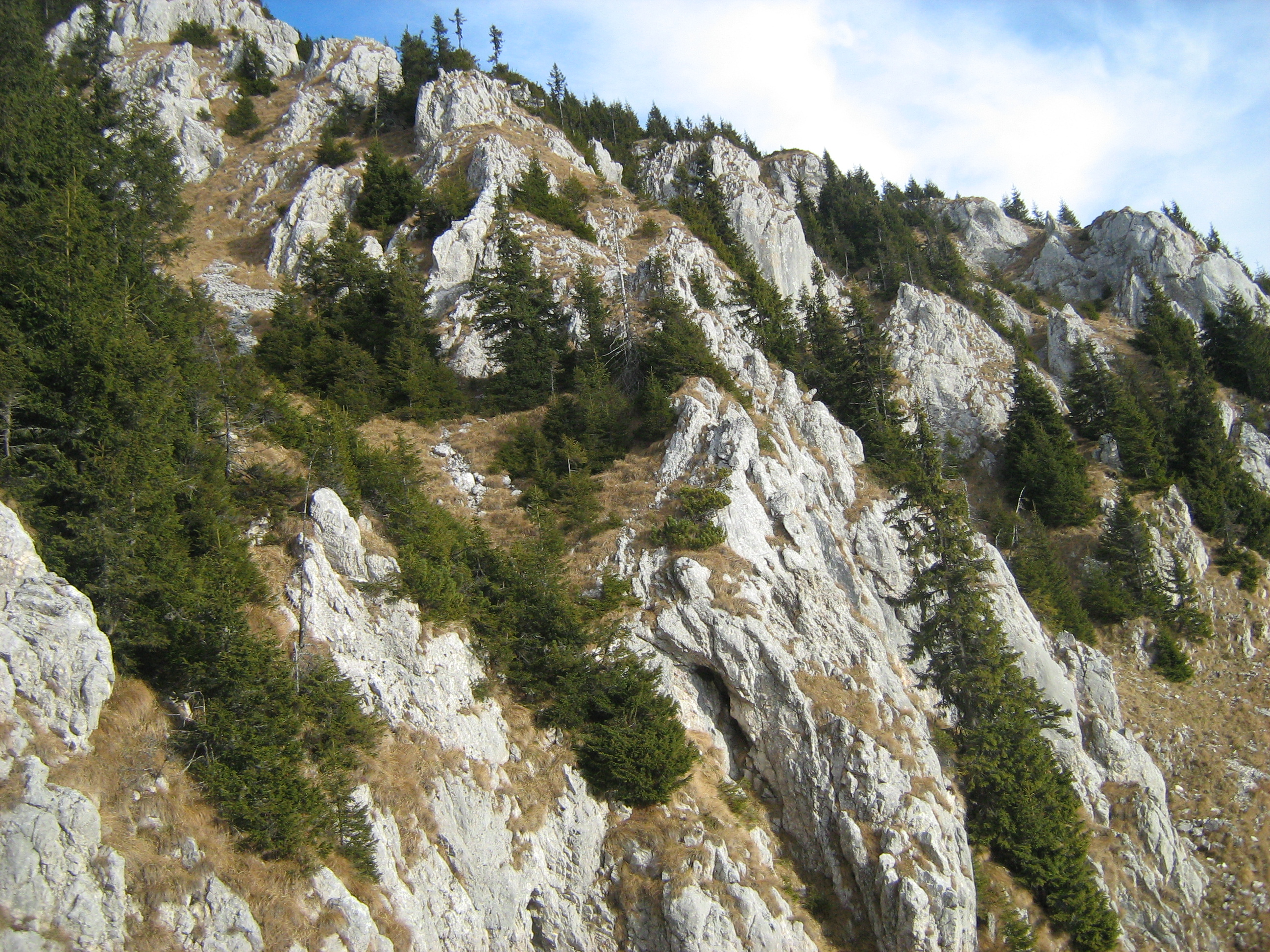